# Get Out of My Yard
Get Out of My Yard è l'ottavo album in studio, il primo interamente strumentale, del chitarrista statunitense Paul Gilbert, pubblicato nel 2006.

## Tracce
Musiche di Paul Gilbert, eccetto dove indicato.
1. Get Out of My Yard – 1:38
2. Hurry Up – 5:11
3. The Curse of Castle Dragon – 3:51
4. Radiator – 4:51
5. Straight Through the Telephone Pole – 4:01
6. Marine Layer – 2:57
7. Twelve Twelve – 4:03
8. Rusty Old Boat – 4:04
9. The Echo Song – 5:08
10. Full Tank – 5:19
11. My Teeth Are a Drumset – 3:38
12. Haydn Symphony No.88 Finale – 3:37 (Joseph Haydn)
13. Three E's for Edward – 2:19
14. You Kids – 3:27

## Formazione
- Paul Gilbert – chitarra elettrica, chitarra acustica, basso
- Mike Szuter – basso (tracce 8, 10 e 11)
- Emi Gilbert – pianoforte (traccia 6), organo (traccia (8)
- Jeff Bowders – batteria